# مهمات تهاجم مستقیم مشترک

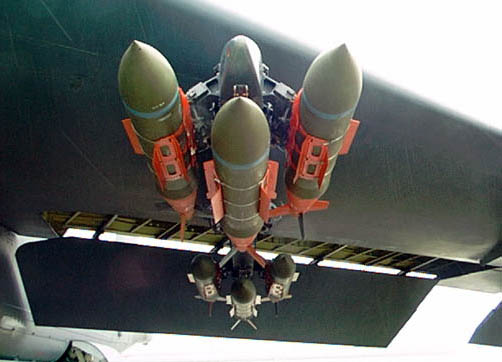
مهمات تهاجم مستقیم مشترک که به صورت چندتایی زیر بال ب-۵۲ نصب شده‌اند.

 مهمات تهاجم مستقیم مشترک یا JDAM  ابزار هدایت‌گری است که بمب گرانشی غیر هدایت شونده را به بمب هوشمند تبدیل می‌کند که قابلیت عملکرد در همه شرایط آب و هوایی را دارد. مهمات تهاجم مستقیم مشترک ترکیبی از سامانه هدایتگر داخلی با گیرنده سامانه موقعیت‌یاب جهانی هستند که دقت هدف‌گیری را تا بردی در حدود ۲۸ کیلومتر بیشتر می‌کنند.

## کاربرد عملیاتی
راهنمایی بمب‌های JDAM، از طریق سامانهٔ کنترل انتهایی (Tail Control System) و به کمک سامانهٔ ناوبری اینرسیایی (INS), همراه با پشتیبانی موقعیت‌یاب جهانی (GPS) انجام می‌شود. این سامانهٔ ناوبری، با انتقال هم‌راستاسازی (Transfer Alignment) از هواپیما آغاز می‌گردد که داده‌های موقعیت و بردارهای سرعت را از سامانه‌های هواپیما دریافت می‌کند. پس از رهاسازی از هواپیما، JDAM به‌صورت خودکار، به مختصات هدف تعیین‌شده پرواز می‌کند.
مختصات هدف می‌توانند پیش از پرواز در سامانهٔ هواپیما بارگذاری شوند، در طول پرواز به‌صورت دستی توسط خدمه تغییر یابند، و یا از طریق پیوند داده‌ای (Datalink), از تجهیزات هدف‌گیری نصب شده بر روی هواپیما، مانند پادهای هدف‌گیری LITENING II یا Sniper وارد گردند. در دقیق‌ترین حالت عملکرد سامانهٔ JDAM و با در دسترس بودن سیگنال GPS، دایرهٔ خطای احتمالی (CEP)، به میزان حداکثر تا ۵ متر تضمین می‌شود. در صورت اخلال یا قطع سیگنال GPS، دقت JDAM به حداکثر تا ۳۰ متر در زمان پرواز آزاد و به مدت تا ۱۰۰ ثانیه کاهش می‌یابد.
افزودن سامانهٔ راهبری GPS به سلاح‌ها، پیشرفت‌های قابل‌توجهی را در جنگ‌های هوا به زمین به وجود آورده‌است. نخست، توانایی کامل و واقعی عملیات هوایی است؛ زیرا GPS، تحت تأثیر باران، ابر، مه، دود یا موانع مصنوعی قرار نمی‌گیرد. پیش از این، سلاح‌های هدایت‌شوندهٔ دقیق بر حسگرهای نوری وابسته بودند که با نور مرئی، مادون قرمز یا پرتو لیزری بازتاب‌یافته هدف را «می‌دیدند». این حسگرها در شرایط آب‌وهوایی نامساعد مانند طوفان صحرا، کارایی نداشتند.
دومین مزیت، گسترش ناحیهٔ پذیرش پرتاب (LAR) است. LAR منطقه‌ای است که هواپیما باید در آن قرار داشته باشد تا بتواند سلاح را پرتاب کرده و هدف را مورد اصابت قرار دهد. سلاح‌هایی با هدایت حسگری محدودیت‌هایی در زاویه پرتاب دارند؛ زیرا میدان دید حسگر محدود است. سامانه‌هایی مانند Paveway I، II و III، باید به‌گونه‌ای پرتاب شوند که هدف در کل مسیر در میدان دید باقی بماند. در برخی مانند GBU-15 و AGM-130، این محدودیت از طریق اپراتور سامانهٔ تسلیحاتی (WSO) کاهش می‌یابد. این روش مستلزم وجود پیوند داده‌ها، و باقی‌ماندن هواپیما در منطقه خطر تا زمان اصابت است. اما سلاح‌های GPSمحور، با اطلاع از موقعیت خود و هدف، می‌توانند مسیر خود را تنظیم کرده و حتی از زاویه‌های خارج از محور، مانند اهداف پشت سر، پرتاب شوند.
سومین مزیت، قابلیت واقعی (پرتاب و فراموشی - (Fire-and-Forget است؛ یعنی سلاح پس از پرتاب، نیاز به هیچ‌گونه پشتیبانی ای ندارد. این امکان به هواپیما اجازه می‌دهد که بلافاصله پس از رهاسازی سلاح، منطقه را ترک کرده و به مأموریت بعدی بپردازد.
قابلیت مهم دیگر هدایت مبتنی بر GPS، امکان تنظیم کامل مسیر پرواز، برای رسیدن به معیارهایی فراتر از صرفاً اصابت به هدف است. مسیر پرواز سلاح می‌تواند طوری تنظیم شود که هدف، از زوایا و جهت‌های دقیق و مشخصی مورد اصابت قرار گیرد. این امر، امکان برخورد بطورعمودی بر سطح هدف برای نفوذ بهتر، انفجار در زاویهٔ مطلوب برای اثربخشی بیشتر و پرواز در جهتی متفاوت با جهت پرواز هواپیما را فراهم می‌آورد (GPS). همچنین منبع زمانی دقیقی در اختیار همهٔ سامانه‌ها می‌گذارد و به آن‌ها اجازه می‌دهد تا در زمان‌ها و فواصل از پیش‌تعیین‌شده، به اهداف ضربه بزنند.
با توجه به این مزایا، بیشتر سلاح‌ها و از جمله  Paveway، GBU-15  و  AGM-130، به سیستم GPS مجهز شده‌اند. این ارتقا، انعطاف‌پذیری GPS را با دقت بالای هدایت حسگری، افزایش میدهد.
با این حال، استفاده از JDAM، خالی از خطر نیست. در ۵ دسامبر ۲۰۰۱، بمبی که توسط یک بمب‌افکن B-52 در افغانستان پرتاب شد، نزدیک بود حامد کرزی را بکشد و این در حالی بود که وی در نزدیکی "سایِد علیم قلعه"، در کنار نیروهای ویژهٔ ارتش آمریکا با طالبان می‌جنگید. اشتباه در وارد کردن مختصات، به دلیل بازنشانی گیرنده GPS پس از تعویض باطری، منجر به ارسال مختصات اشتباهی و در نهایت، اصابت بمب به موضع نیروهای خودی شد. این حادثه به کشته شدن سه نفر و مجروح شدن ۲۰ تن انجامید.
در ۵ مه ۲۰۲۳ و در جریان تهاجم روسیه به اوکراین، MSN گزارش داد که روسیه توانسته سامانهٔ هدایت GPS را مختل کند و دقت JDAMها را کاهش دهد. اسناد فاش‌شدهٔ پنتاگون نشان دادند که JDAMها نسبت به اخلالات الکترونیکی بسیار حساس‌اند.
در ۶ ژوئن ۲۰۲۳، مؤسسهٔ خدمات متحد سلطنتی بریتانیا (RUSI)،  گزارشی از یک کارشناس جنگ الکترونیکی، دربارهٔ اخلال سامانه‌های روسی در هدایت JDAMها منتشر کرد. این گزارش، به نقش سامانهٔ R-330Zh Zhitel روسیه در اخلال GPS اشاره کرد. سیگنال‌های GPS، با وجود مودول ضدجعل SAASM و سیگنال رمزنگاری‌شدهٔ  M-code، همچنان در برابر سیگنال‌های اخلالگر قوی، آسیب‌پذیر هستند. گرچه ممکن است سامانه‌های ضدجنگ‌ الکترونیکی (که اطلاعات آن‌ها محرمانه است) توانایی تشخیص و مسدودسازی سیگنال‌های مختل‌کننده از یک جهت خاص را داشته باشند، اما روسیه می‌تواند با استقرار اخلال‌گرهای بیشتر، دسترسی خط مستقیم گیرنده به ماهواره‌ها را قطع کند. همچنین، روس‌ها ممکن است قادر به جعل M-code و فریب دادن JDAM در خصوص موقعیت و زمان باشند. نیروهای اوکراینی، در برخی موارد توانسته‌اند اخلال‌گرهای روسی را شناسایی و با حملات توپخانه‌ای منهدم کنند.
در ۱۳ اوت ۲۰۲۴، یک جنگندهٔ Su-27 اوکراینی، یک JDAM را به یک مرکز فرماندهی روسیه در تتکینو پرتاب کرد که گفته می‌شود نابود شد.
در دسامبر ۲۰۲۳، روزنامهٔ وال‌استریت ژورنال گزارش داد که ایالات متحده، از آغاز جنگ غزه، در حدود ۳٬۰۰۰ مجموعه هدایت JDAM به اسرائیل تحویل داده‌است. گمان می‌رود که جنگنده‌های F-15I اسرائیل، در حملات هوایی که به کشته‌شدن حسن نصرالله، رهبر حزب‌الله لبنان، در ۲۷ سپتامبر ۲۰۲۴ انجامید، از بمب‌های BLU-109 مجهز به مجموعه هدایت JDAM استفاده کرده باشند.